# دروغگو (ترانه کوئین)
«دروغگو» (به انگلیسی: Liar) تک‌آهنگی از کوئین است که در سال ۱۹۷۴ میلادی منتشر شد.